# Fran Krašovec
Fran Krašovec est un photographe yougoslave.

## Biographie
Dans les années 1939, il s'est attaché à photographier les objets du quotidien
Dans l'après-guerre, il a beaucoup travaillé sur le cycle des quatre saisons.
Il a publié dans diverses revues : Mladika (sl), Jutro (1920–1945) (sl), Življenje in svet

## Galerie

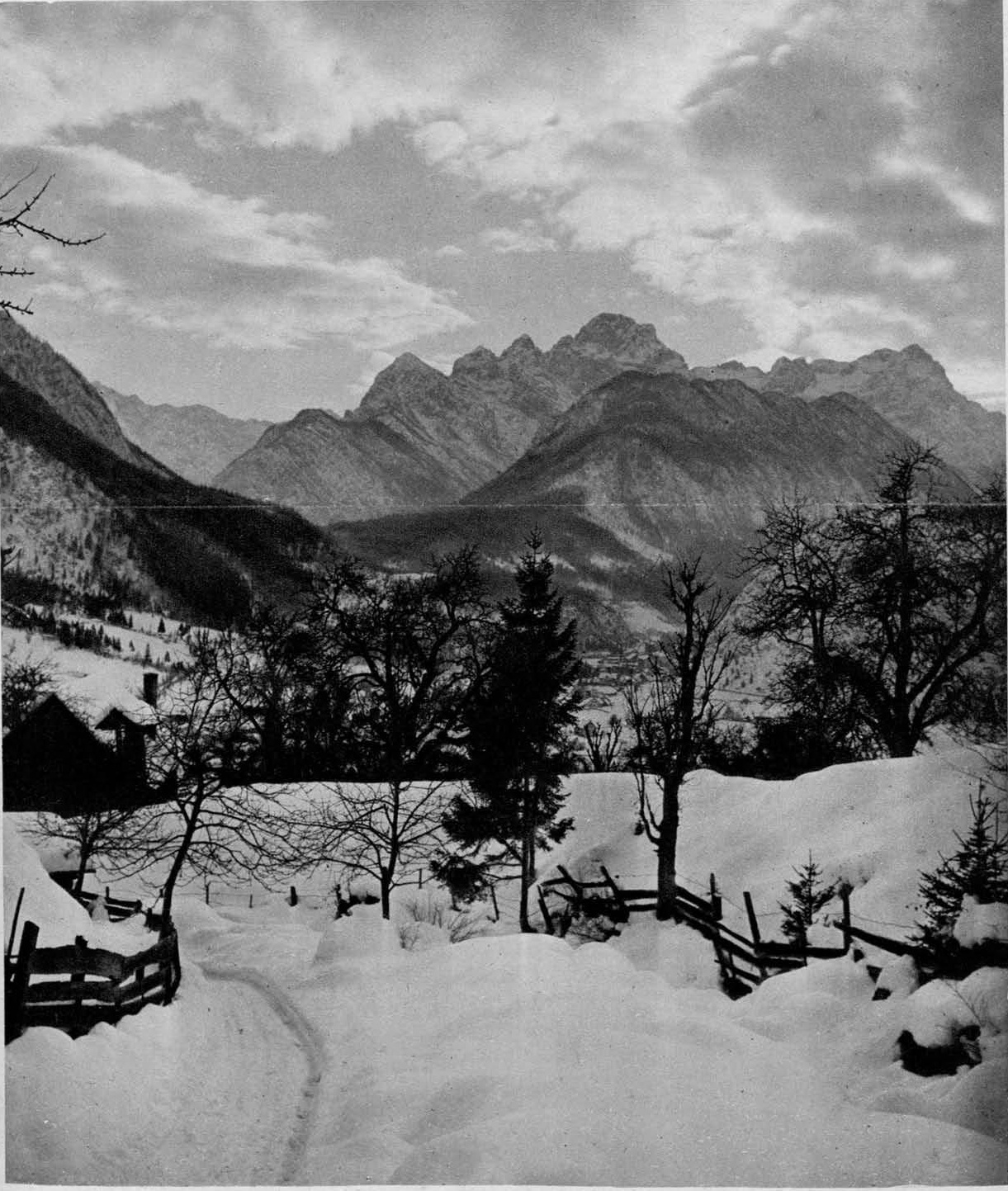
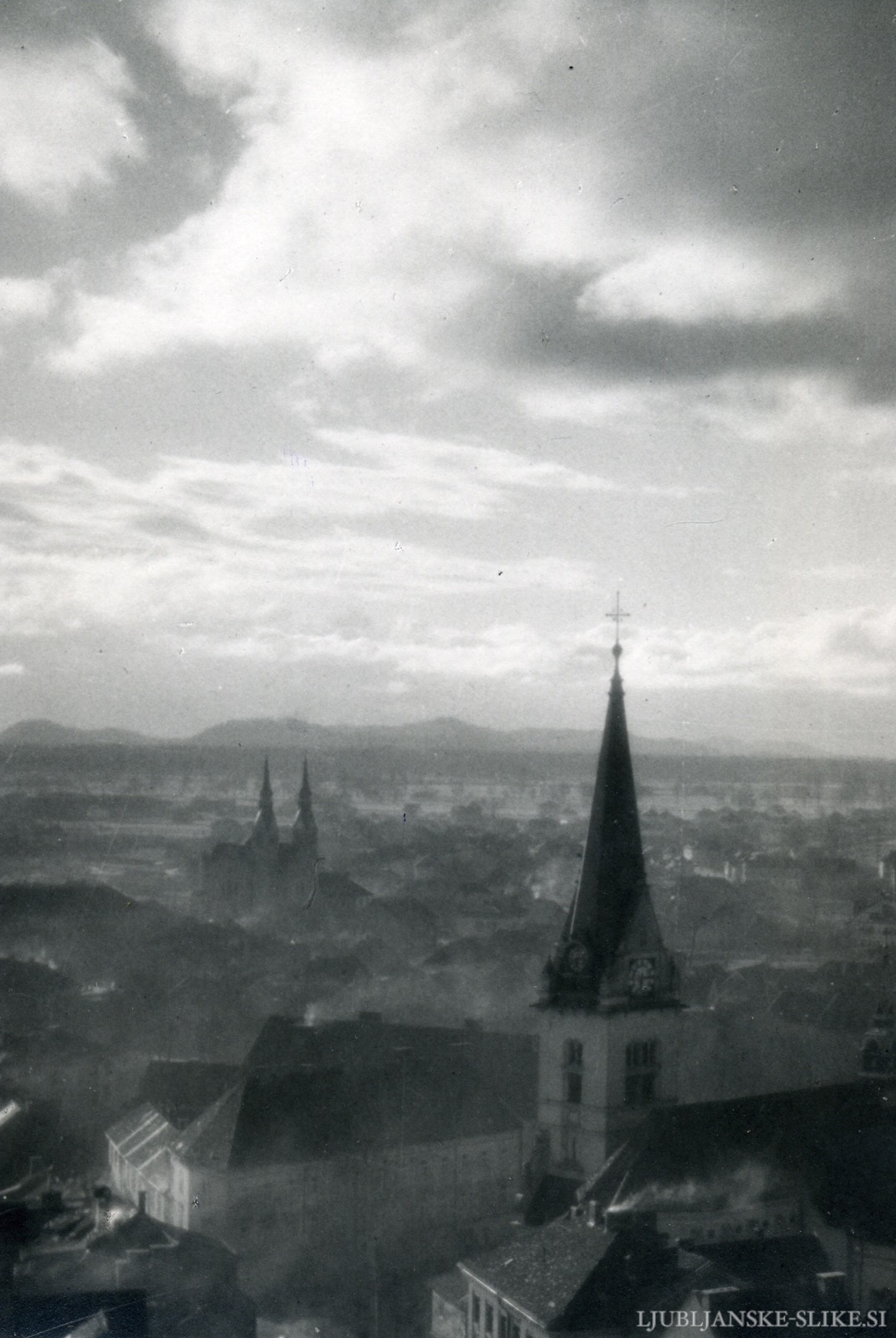
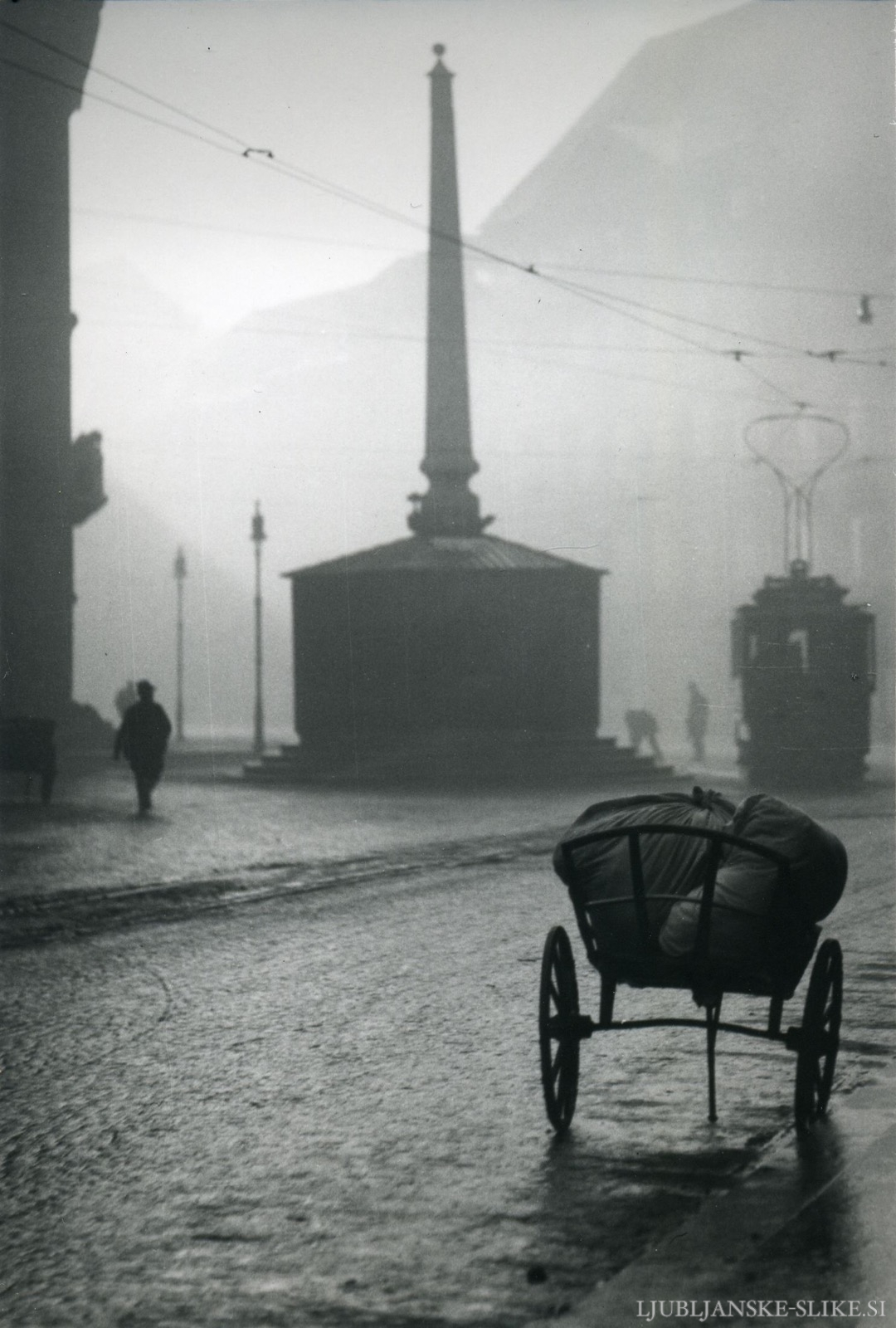
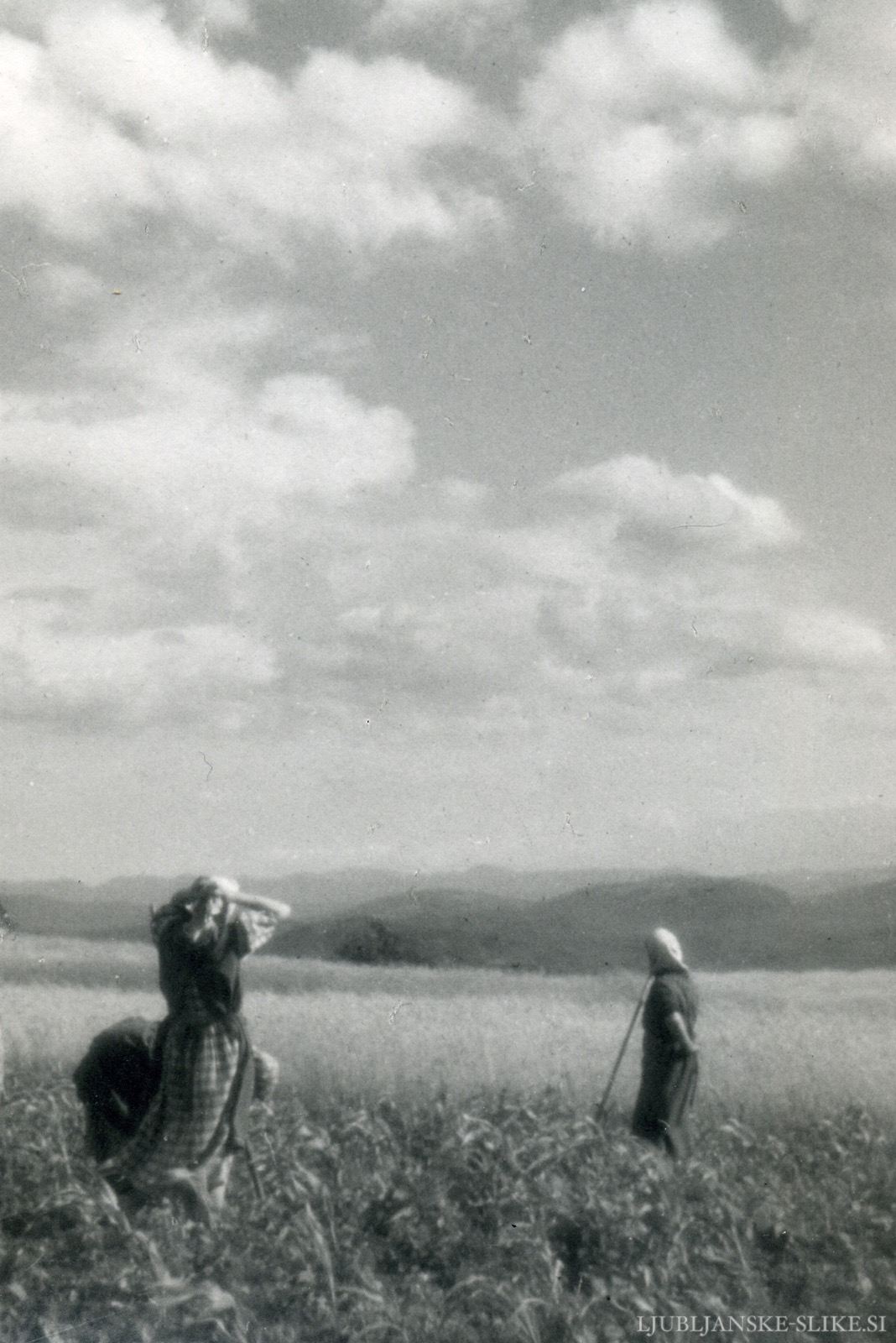

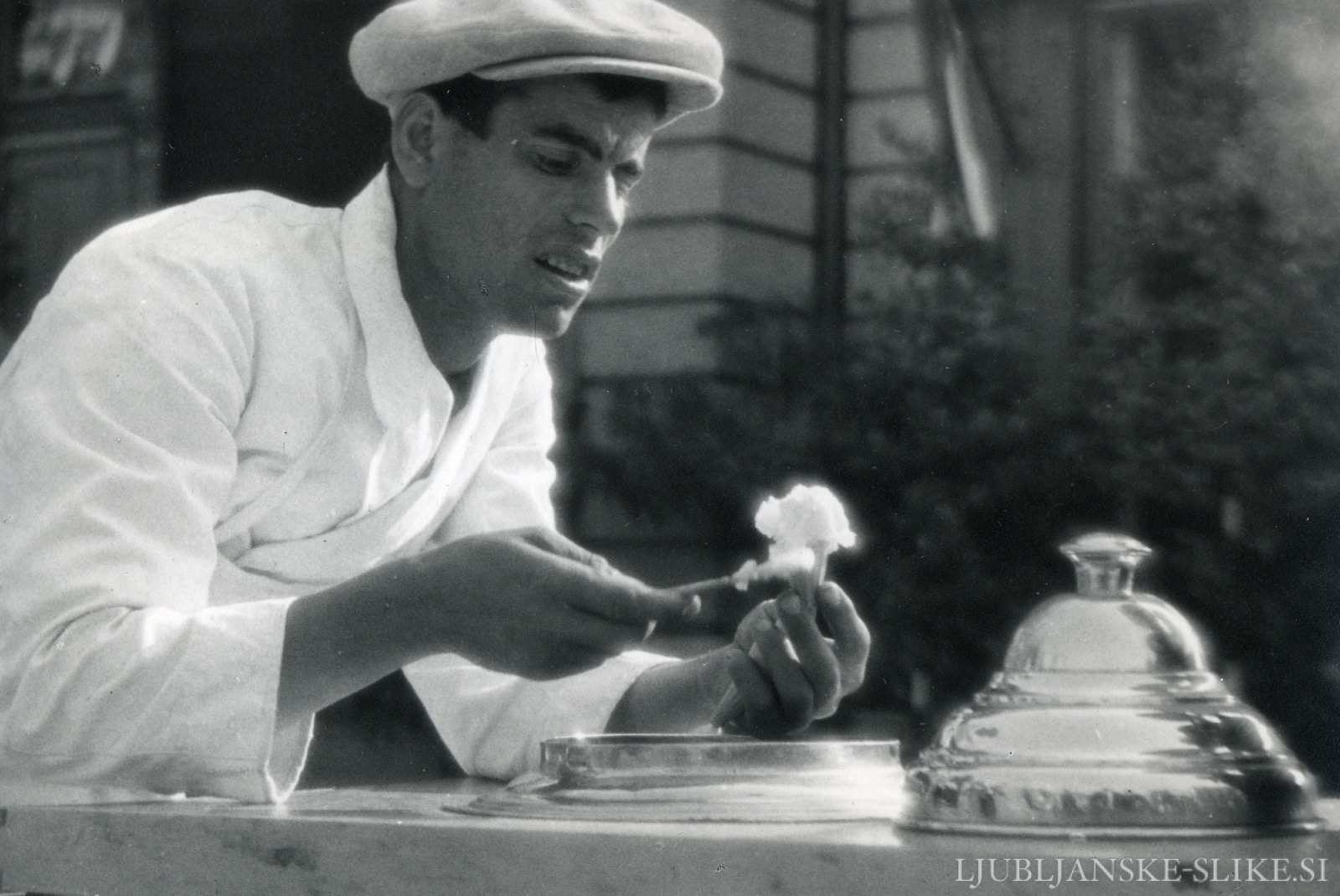
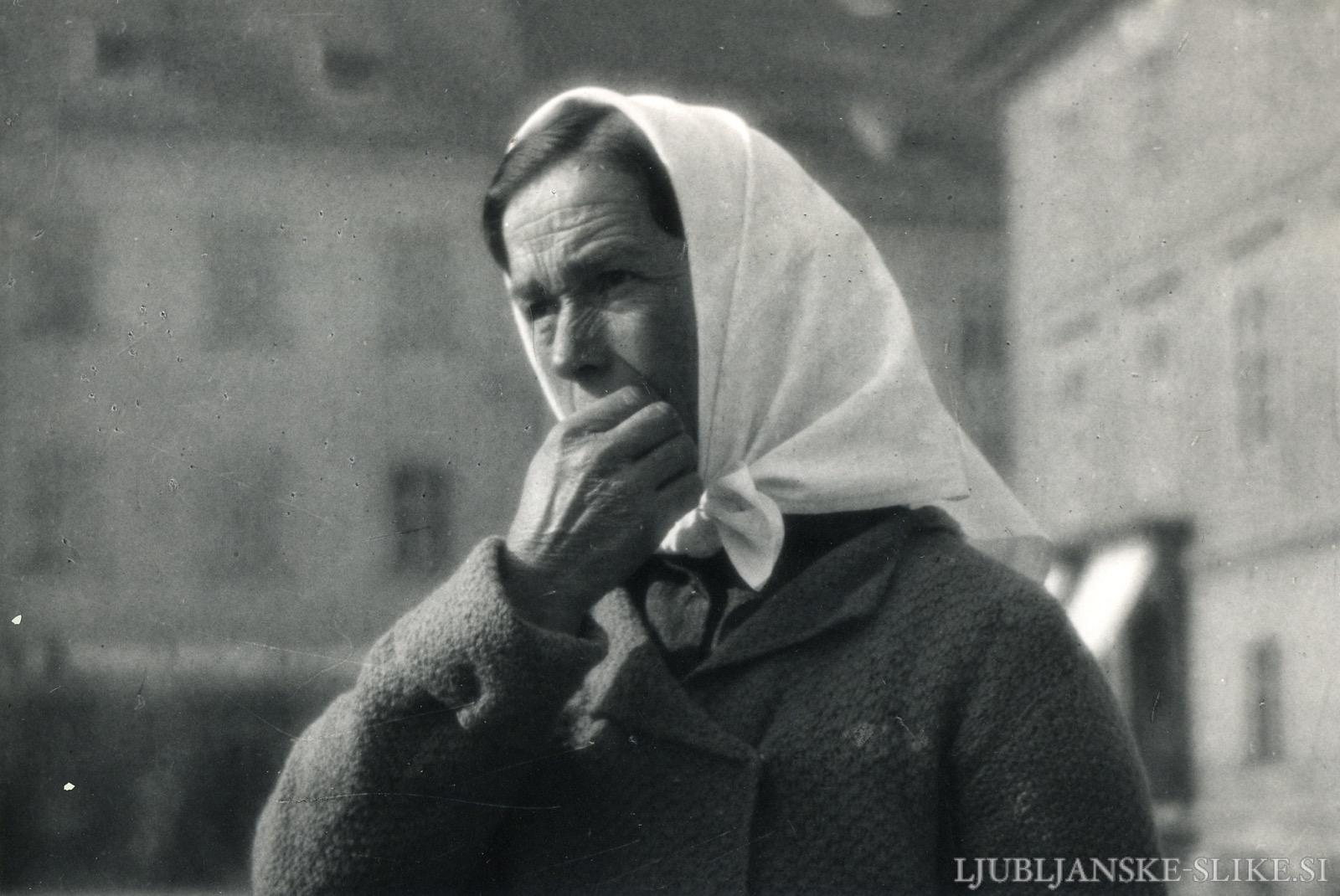
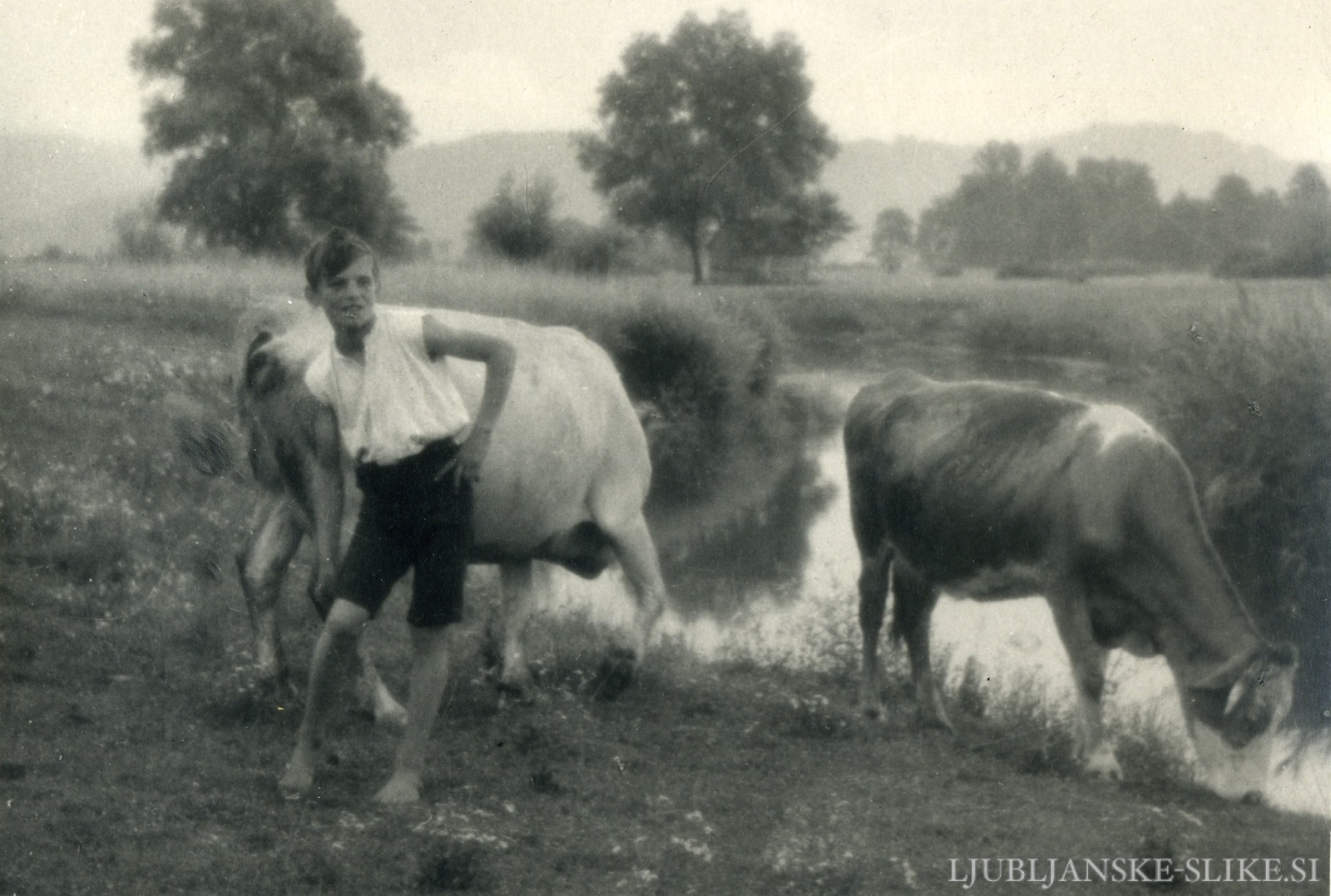
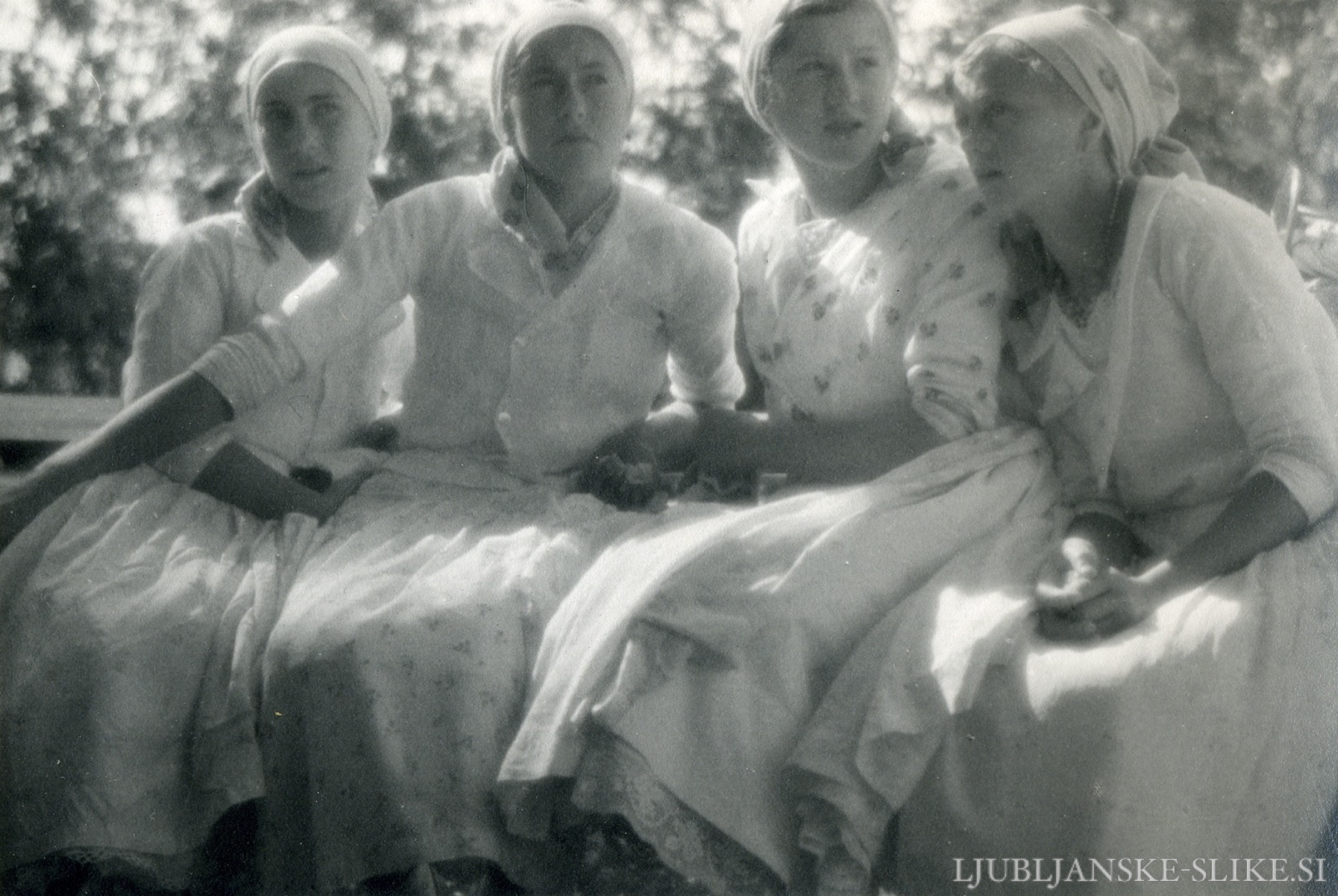